# Stockholmsgata (naturreservat, del i Västernorrlands län)
Stockholmsgata är ett länsöverskridande naturreservat i Örnsköldsviks kommun i Västernorrlands län och i Åsele kommun i Västerbottens län.
Hela området, och delen i Västerbottens län, beskrivs i artikeln Stockholmsgata (naturreservat). I denna beskrivs enbart de formella data som är hänförbart till delen i Västernorrlands län.
Denna del har varit naturskyddad sedan 1982 och omfattar 29 hektar.